# Тоган (Акжаїцький район)
Тога́н (каз. Тоған) — село у складі Акжаїцького району Західноказахстанської області Казахстану. Входить до складу Алгабаського сільського округу.
У радянські часи село називалось Кіровський гідроузел або Гідроузел.
Населення — 167 осіб (2021; 249 у 2009, 265 у 1999, 263 у 1989).